# Diablo: Hellfire
Hellfire е допълнение към компютърната игра Diablo. Направени са промени и нововъведения към оригинала като: нова страница с магии (скритите магии от оргиналната игра); нови 2 катакомби; нови чудовища и босове, 3 нови класа герои, нови куести, нови оръжия и брони, както и гробници.

## История
Hellfire е единственото официално допълнение към компютърната игра Diablo. То е направено от Sierra Entertainment, а не както е практика от производителя на играта Blizzard Entertainment. Направени са промени нововъведения към оригинала, но не е променена основната линия на играта. Основните промени са:
- Нови 2 катокомби, отделни от основните 4 (16 нива). Те се намират непосредствено до града Тристрам и завършват с могъщия демон Na-Kul, който е подчинен на Diablo.
- Изцяло нови чудовища, които са съответно в новите нива.
- 3 нови класа герои, 2 от които са скрити.
- 8 нови гробници.
- Нови уникални и магически оръжия и брони, както и допълнителни характеристики към останалите оръжия.
- Няколко нови куеста, 2 от които скрити.
- 11 нови магии.

## Нови класове герои

### Монах
Монахът е хибриден клас герой, той се справя достатъчно добре с оръжие и с магии. Основното предимство на монаха е ползването на пръчка за оръжие. Бонусът, който получава при ползването на този клас оръжие е, че в непосредствена близост с един удар поразява до 3 противника, а така също и блокира с нея. Монахът също хвърля достатъчно бързо магии, което го прави хибриден клас между воин и магьосник. Началната магия на монаха е Търсене (Search), която в тази версия на играта може да се намери и на книга, а не както в оригинала само на свитък.
Статистики:
| -             | Начални         | Максимални |
| Сила          | 25              | 150        |
| Магия         | 15              | 80         |
| Ловкост       | 25              | 150        |
| Жизненост     | 20              | 80         |
| Жизнени точки | 45 (+2 на ниво) | 201        |
| Мана          | 22 (+2 на ниво) | 183        |

### Бард
Бард е единия от скритите герои. Визията му е като на стрелеца (Rogue). Той е отличен боец, като основното му предимство е това, че може да ползва 2 оръжия за една ръка едновременно, като така удря до 3 противници едновременно. Това му позволява да избива двойно по-бързо противниците си. Също така е втори след магьосника при ползването си на магии. Началната магия на Барда е Идентификацията (Identify) – както на Кейн (Cain) в града.
Статистики:
| -             | Начални         | Максимални |
| Сила          | 20              | 120        |
| Магия         | 20              | 120        |
| Ловкост       | 25              | 120        |
| Жизненост     | 20              | 100        |
| Жизнени точки | 45 (+2 на ниво) | 221        |
| Мана          | 35 (+2 на ниво) | 231        |

### Варварин
Варваринът е вторият скрит герой в играта. Визията му е като на воина. Той е изцяло боец и няма възможност да ползва магии, освен от свитъци. Основното преимущество, което той има е това, че може да ползва оръжия за 2 ръце само (чукове и двуръки мечове) в едната си ръка и така да сложи щит в другата. Ако не ползва щит и ползва двуръчно оръжие, удря до 3 противника едновременно. Началната му магия е Ярост (Rage), тя е нова магия и е валидна само за този клас герои и не може да се намери нито на свитък или книга. Магията увеличава временно силата на героя, но за сметка на това намалява жизнените му сили (кръвта му). С всяко ниво този герой увеличава с 1% защитите си от трите вида магии.
Статистики:
| -             | Начални         | Максимални |
| Сила          | 40              | 255        |
| Магия         | 0               | 0          |
| Ловкост       | 20              | 55         |
| Жизненост     | 25              | 150        |
| Жизнени точки | 70 (+2 на ниво) | 416        |
| Мана          | 0               | 0          |

## Нови магии
В Hellfire има пета страница с магии, които преди това без възможно да се видят само ползвани от чудовища или на свитък.
Магиите са:
- Апокалипсис (Apocalypse) – това е магията с която Diablo атакува. Книгата за тази магия пада от последния бос Na-Krul, който се намира на последното от новите нива.
- Дива ярост (Berserk) – кара околните чудовища да атакуват най-близката единица, така те може да се самоизбиват, но не дава опит на героя ви ако ползвате тази магия.
- Звезда (Nova) – тази магия, позната от оригиналната версия е вече на книга.
- Immolation – изстрелва огнени топки във всички посоки.
- Електрическа/Светкавична стена (Lightning Wall) – както при огнената стена, но с този вид магия.
- Отражение (Reflect) – връща част от нанесените поражения върху вас обратно на противника.
- Warp – телепортирате се до най-близкия вход или изход на нивото, на което сте.
- Търси (Search) – позната е от оригиналната версия, но тук я има на книга и също е началната магия на Монаха.

## Активиране на скритите неща в играта
Създава се текстов файл в директорията на играта с име command.txt.
В него се пише: multitest cowquest theoquest bardtest barbariantest, запазва се и се стартира играта.
Така ще се активира мултиплеъра на играта, двата скрити куеста и двата скрити героя.